# Липовка (приток Шижмы)
Липовка — река в России, протекает в Верхошижемском и Советском районах Кировской области. Устье реки находится в 14 км по правому берегу реки Шижма. Длина реки составляет 14 км.
Исток реки находится северо-западнее села Верхолипово в 17 км к юго-западу от посёлка Верхошижемье. Река течёт на юг по ненаселённой местности. Всё течение реки проходит по холмистым отрогам Вятского Увала, падение относительно большое, 3,3 м/км. Крупнейший приток — Верхняя Липовка, на которой стоит село Верхолипово. Впадает в Шижму северо-западнее деревни Кожа.

## Данные водного реестра
По данным государственного водного реестра России относится к Камскому бассейновому округу, водохозяйственный участок реки — Вятка от города Котельнич до водомерного поста посёлка городского типа Аркуль, речной подбассейн реки — Вятка. Речной бассейн реки — Кама.
Код объекта в государственном водном реестре — 10010300412111100036306.